# Zakir Husain
Doktor Zakir Husain, född 8 februari 1897 i Hyderabad, död 3 maj 1969 i New Delhi, var Indiens tredje president, och innehade ämbetet från 13 maj 1967 till sin död 3 maj 1969.
Zakir Husain föddes i den sydindiska staden Hyderabad dit hans far hade flyttat från (nuvarande) Uttar Pradesh. Husain utbildade sig vid Mohammadan Anglo-Oriental College (numer: Aligarh Muslim University). Under sin tid vid universitetet deltog Husain i bildandet av ett universitet för muslimska studenter med namnet Jamia Millia Islamia. På 1920-talet studerade sedan Husain i Tyskland och blev i Berlin ekonomie doktor.
För de tjänster Husain gjort den indiska staten tilldelades han 1963 republikens högsta utmärkelse, Bharat Ratna. Efter att ha varit vicepresident under fem år valdes han till republikens president.